# Stinkfoot
Stinkfoot (auch Stink-Foot, wörtlich „Stinkfuß“, offizielle deutschsprachige Bezeichnung: Schweißfuß, medizinische Bezeichnung hyperhidrosis pedis) ist eine Komposition in Liedform des US-amerikanischen Musikers und Komponisten Frank Zappa. Das Stück wurde von Zappa erstmals auf seinem am 22. April 1974 erschienenen Album Apostrophe (’) als letztes von neun darauf enthaltenen Musikstücken veröffentlicht. Weitere Veröffentlichungen, die in der Instrumentierung und dem Arrangement von der Originalversion abweichen, folgten auf Zappa-Live-Alben und Best-of-Kompilationen.

## Inhalt des Liedtextes
Nach einer teilweise im Sprechgesang vorgetragenen einführenden und ironischen Erläuterung des Themas erzählt der Liedtext aus der Erste-Person-Perspektive in parodistischer Weise von jemandem, dem es über die Dauer von Wochen nicht gelingt, einen zu eng sitzenden Stiefel aus Schlangenleder (Python boot) abzustreifen und der aus diesem Grund, als es ihm schließlich doch gelingt, den Stiefel auszuziehen, an einem Schweißfuß leidet, den seine Freundin und sein Hund als abstoßend empfinden. Der Liedtext wurde laut Zappa von einer Fernsehwerbung für Fußspray inspiriert. Der Liedtext endet mit einem imaginierten Dialog zwischen dem Hund des Protagonisten namens „Fido“ (deutschsprachige Entsprechung in etwa „Fifi“) und endet mit der Schlussfolgerung „Ist das nicht ein einziger Schlamassel?“ Stinkfoot enthält mit der Zeile “the crux of the biscuit is the apostrophe” (deutsch, sinngemäß: „Des Pudels Kern ist der Apostroph“) das namengebende Wort für das Album.

## Live-Veröffentlichungen der Komposition
Die früheste bisher veröffentlichte Live-Aufnahme des Musikstücks ist auf dem 1988 erstmals erschienenen Zappa-Live-Album You Can’t Do That On Stage Anymore, Vol. 2 – The Helsinki Concert enthalten. Auf dieser vom 22. September 1974 stammenden Aufnahme eines vollständig dokumentierten Auftritts eröffnet Stinkfoot nach einem Präludium von Keyboarder George Duke und Saxophonist/Sänger Napoleon Murphy Brock das Konzert. Eine weitere zu Lebzeiten von Zappa publizierte Version befindet sich auf dem 1991 erstmals veröffentlichten Live-Album Make A Jazz Noise Here mit Aufnahmen aus dem Jahr 1988. Nach dem Tod Frank Zappas 1993 wurden durch den hauptsächlich aus Familienmitgliedern bestehenden Zappa Family Trust weitere Live-Versionen veröffentlicht.